# 中南银行南京分行旧址
中南银行南京分行旧址位于中国江苏省南京市秦淮区白下路155号，白下路与太平南路的交叉口西北侧，现为交通银行南京分行白下支行。该建筑建于1929年，原为中南银行所设立的办事处，1933年8月升为南京分行。抗日战争时期银行内迁，原址相继作为汪精卫政权实业部和粮食部，1946年3月中南银行恢复营业，并经营至1952年10月。1960年曾用于开设朝阳饭店，1987年初改作交通银行支行。
建筑地上三层，地下一层，采用钢筋混凝土结构和现代派装饰主义风格。门厅设于道路转角处，上为钟楼，入门右转为通高的营业大厅，并以内廊联系上部房间，在地下层、一层和二层各设有一个库房。